# Nososticta plagioxantha
Nososticta plagioxantha – gatunek ważki z rodziny pióronogowatych (Platycnemididae).